# Друге управління МДБ УРСР
Друге Управління МДБ УРСР — управління в структурі Міністерства Державної Безпеки УРСР, на яке покладались функції контррозвідки  у Збройних Силах і на об'єктах оборонного значення. Проіснувало в 1946—1953/4 роках.

## Історія
Попередником цього управління був Контррозвідувальний відділ (КРВ), створений 22 березня 1922 року у складі ГПУ УСРР. У 1929-1935 рр. він входив до Особливого відділу, який мав ті ж функції, що й згодом Друге управління: контррозвідка  у Збройних Силах і на об'єктах оборонного значення.
У 1941 році у складі НКДБ СРСР з'являється нове управління — 2-ге Управління. Основні завдання — контррозвідка. В роки Другої світової війни це управління здійснювало розвідувально-підривну діяльність спецслужб Нацистської Німеччини, її союзників та інших зарубіжних країн, проводило контррозвідувальну роботу в економіці, на особливо важливих об'єктах оборонного значення, розшукувало ворожу агентуру, зрадників, карателів та інших державних злочинців СРСР. У 1943 році до складу 2-го Управління НКДБ СРСР було долучено Секретно-оперативне та Економічне управління, відділ зовнішнього спостереження та інші підрозділи.
В 1947 році у 2-му Головному управлінні МДБ СРСР (контррозвідка) створюється відділ 2-Н як координаційний підрозділ по боротьбі з "буржуазним націоналізмом". В Україні головним знаряддям боротьби з ОУН і УПА виступало Управління 2-Н МДБ УРСР на чолі із заступником міністра. Він же, як правило, керував Оперативною групою МДБ у Львові. 
У 1959 році на 2-ге Управління також було покладено роботу з контррозвідки на залізницях, морському та річковому транспорті, в цивільній авіації, засобах зв'язку. 
У 1967 році створено 5-те Управління КДБ СРСР і відповідні підрозділи на місцях. У зв'язку із цими з 2-го Управління КДБ СРСР до 5-го Управління КДБ республіки передано функції із протидії антирадянським закордонним центрам та ідеологічним диверсіям, розслідування терористичних актів та інших антидержавних проявів. Починаючи з цього ж року 2-ге Управління здійснювало роботу проти розвідувальних центрів держав-учасниць НАТО, розшук агентів-нелегалів іноземних розвідок, оперативне забезпечення поїздок радянських громадян за кордон, захист державних таємниць, контррозвідувальну діяльність у промисловості та на транспорті.